# Vladimir Mihajlovič Bezbokov
Vladimir Mihajlovič Bezbokov (rusko Владимир Михайлович Безбоков), ruski general, vojaški pilot in heroj Sovjetske zveze, * 14. junij 1922, Atkarsk, Saratovska oblast, Rusija, † 3. avgust 2000.

## Življenjepis
Po končanem 10. razredu srednje šole je vstopil v aero klub. Marca 1940 je vstopil v vojaško letalsko šolo. 
Med drugo svetovno vojno je sodeloval v bojih od začetka nemškega napada; tako je sodeloval v bitki za Moskvo, za Leningrad, za Stalingrad, pri Kursku in v bojih v Romuniji, na Madžarskem in na Češkoslovaškem.
Naziv heroja Sovjetske zveze je prejel 29. junija 1945 za 259 uspešnih bojnih misij kot namestnik poveljnika eskadrilje 7. gardnega letalskega daljinskega polka; sodeloval je pri bombardiranju sovražnikove zaledja in mest (Helsinki, Budimpešta, Varšava, Talin, Kotka, Turku,...). Po zmagi nad Nemčijo je bila njegova enota poslana na Daljni vzhod, kjer je sodeloval v vojni proti Japonski. 
Septembra 1945 je postal namestnik poveljnika 200. gardnega letalskega polka v Ukrajini. 
Med letoma 1950 in 1953 je bil višji inšpektor-pilot daljinskega letalstva. Nato se je vpisal na Vojaško letalsko akademijo, ki jo je končal leta 1956; po diplomiranju je postal poveljnik letalskega polka daljinskega letalstva. Med letoma 1958 in 1960 je bil namestnik poveljnika letalske divizije, nato pa je bil med letoma 1960 in 1963 poveljnik divizije. Leta 1963 je vstopil v Vojaško akademijo Vorošilova; ko je diplomiral leta 1965, je postal zaslužni vojaški pilot ZSSR. Med letoma 1970 in 1980 je bil namestnik poveljnika daljinskega letalstva. Kot generalporočnik letalstva in poveljnik 30. letalske armade se je leta 1985 upokojil. 
Umrl je 3. avgusta 2000; pokopan je v Irkutsku.

## Odlikovanja
- heroj Sovjetske zveze: 29. junij 1945 (№ 8783)
- red Lenina: 29. junij 1945
- 2x red rdeče zastave: 1942 in 1943
- red domovinske stopnje 1. stopnje: 1944
- red rdeče zvezde: 1955
- medalja »Za pogum« (1941)
- medalja »Za bojne zasluge« (1941)
- medalja »Za obrambo Moskve«
- medalja »Za obrambo Leningrada«
- medalja »Za obrambo Stalingrada«